# レルワニ
レルワニ（LelwaniまたはLeluwani）は、ヒッタイトにおける冥界の女神。暗い地下世界に住むとされ、彼女の神殿は納骨堂や霊廟と関連付けられた。
元々はレルワニは男性神であり、「主」や「王」と称された存在だったが、時代が下るにつれて冥界の女神とされるようになった。